# Yvonne Ridley

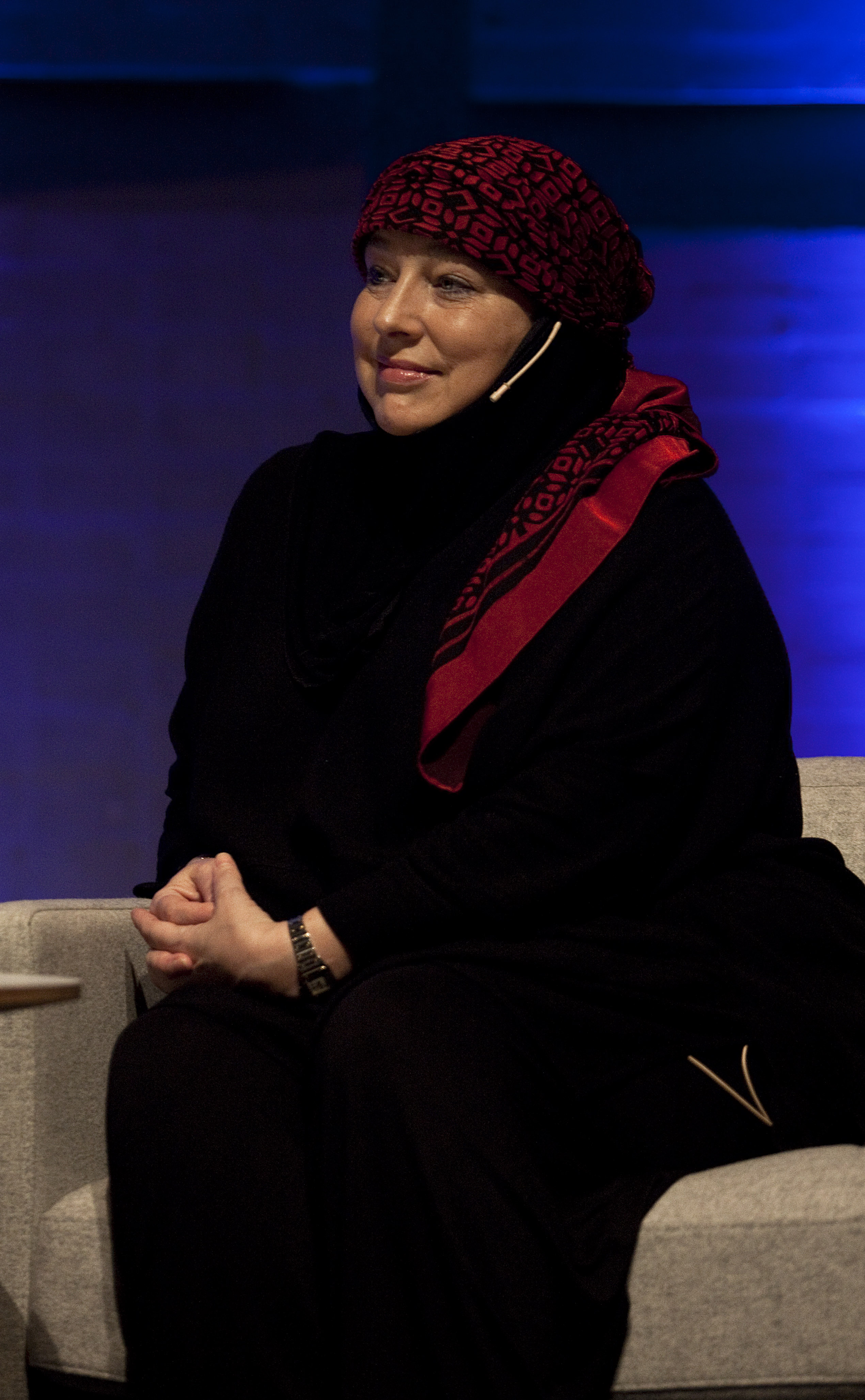
Yvonne Ridley, 2010

Yvonne Ridley (* 1959 in Stanley, County Durham, England) ist eine britische Journalistin, Kriegskorrespondentin und Islamkonvertitin.
Derzeit arbeitet Ridley als freie Journalistin für den englischsprachigen iranischen Nachrichtensender Press TV.

## Taliban-Gefangenschaft und Konversion zum Islam
Nach den Attentaten des 11. Septembers schickte sie ihr damaliger Arbeitgeber Sunday Express nach Afghanistan. Kurz zuvor hatten die Taliban alle Ausländer aufgefordert, das Land zu verlassen, und drohten, jeden zu töten, der ein Satelliten-Telefon benutzt.
Da sie als Journalistin kein Visum erhielt, entschied sich Ridley, nach dem Vorbild des BBC-Reporters John Simpson die Grenze anonym in einer Burka zu überqueren. Die afghanische Seite entdeckte ihre illegale Einreise und nahm Ridley mit ihren Führern in der Nähe von Dschalalabad fest. Nach einwöchiger Einzelhaft wurde sie nach Kabul verlegt. Im Gefängnis dort traf sie die christliche Missionarin Heather Mercer.
In derselben Woche begannen die Briten im Rahmen der Operation Enduring Freedom, Ziele in Afghanistan zu bombardieren. Danach befahl der Taliban-Anführer Mohammed Omar Ridleys Freilassung, für die er „humanitäre Gründe“ anführte; ihre Begleiter hingegen wurden weiter festgehalten.
Nach ihrer Freilassung berichtete Ridley, während ihrer Gefangenschaft versprochen zu haben, den Koran zu lesen. Dieser habe ihr Leben verändert. Den Koran bezeichnete sie als „Magna Carta für Frauen“. Im Sommer 2003 konvertierte Ridley zum Islam.

## Privates
Ridley ist in zweiter Ehe verheiratet. Als sie in Zypern ihren ersten Ehemann Daoud Zaaroura kennenlernte, war dieser ein Oberst der PLO. Sie haben eine gemeinsame Tochter (* 1992).